# Hideyuki Ono
Hideyuki Ono (小野秀幸 Ono Hideyuki?) es un compositor y excolaborador de Bemani, que contribuyó con la mayoría de videojuegos de Bemani desde 1999 hasta su salida en 2014. Sin embargo es más conocido por su trabajo en Guitar Freaks & DrumMania, donde interpretó una variedad de canciones, incluyendo ska, lounge, swing rock hasta rock de los años 1950. En Pop'n music es más conocido por sus series de canciones de género Kayo junto con la vocalista MAKI. El 30 de septiembre de 2014, Hideyuki dejó Konami. Actualmente trabaja como compositor independiente.

## Música principal
La siguiente lista muestra las canciones que fueron creadas por el mismo autor y también con los artistas que trabajó para su elaboración:

### GuitarFreaks & DrumMania
- CLASSIC PARTY
- CLASSIC PARTY 2
- CLASSIC PARTY 3
- CLASSIC PARTY triathlon
- CLASSIC PARTY 復活。
- Heaven is a '57 metallic gray (Sweet little 30's)
- Ska Ska No.1
- HELPLESS (TAEKO)
- HELPLESS (Long Version) (TAEKO)
- I'll remember you (高野治幸&NEW BIG4)
- MIDNIGHT SPECIAL (Love machineguns)
- P.P.R. (Handsome JET)
- NEWSPAPER (YOSHIKO SAKAI／Nuts＆Bridgs)
- Secrets of your heart (TAEKO)
- FIREBALL (Sweet little 30's)
- 正論
- One Phrase Blues
- The sun shines through rain (高野治幸&NEW BIG5)
- そっと。 (鈴木愛／原曲:ベートーヴェン・悲愴)
- LA ARENA ROJA
- less (MAKI)
- 蒼白 (鈴木愛／原曲:チャイコフスキー・悲愴)
- ancient breeze
- Die Zauber flote (わんにゃん☆パニックス)
- HEAVEN'S COCKTAIL (高野治幸&NEW BIG5)
- a view (TAISHO)
- Take My Hand (Maria Eva with Dream Swing Kingdom)
- over there (vox)
- Endless Waltz (TAISHO）
- ギタードライブ (Handsome JET)
- MU-DAI
- Highway Star (小野秀幸 feat. Mercy)
- 三毛猫JIVE&ジャイブ
- 夢について TYPE B (小野秀幸 feat. 96)
- 夢について TYPE C (小野秀幸 feat. 岡本裕美)
- overviews (vox)

### Pop'n music
- Pa La La 42 (TAISHO)
- ススメ！少年 (TAISHO)
- 桃源絵巻 (菜-sai-)
- 夢について TYPE A （小野秀幸 feat. natsuki）
- 流（マジSKA）

### beatmania
- Cappuccino bossa (HASHED BOX)

### beatmania IIDX
- bluemoon

### ee'MALL
- autumn G (HASHED BOX／原曲:ヨハン・ゼバスティアン・バッハ